# سیارک ۷۰۷

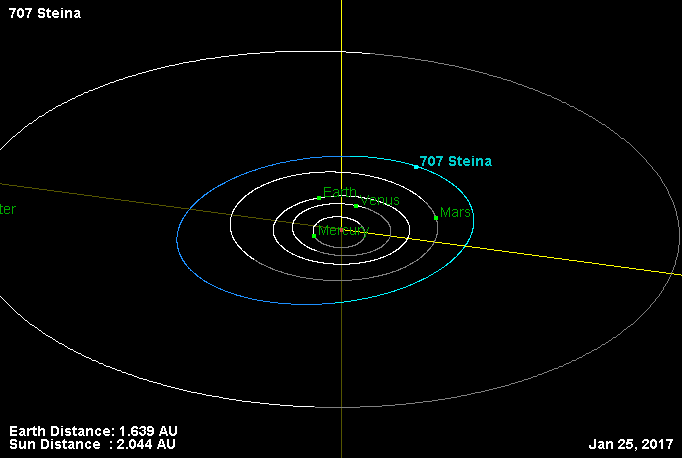
نمایی از محل قرارگیری سیارک ۷۰۷ در مدار – ۲۰۱۷

سیارک ۷۰۷ (به انگلیسی: 707 Steina، نامگذاری:1910LD) هفتصد و هفتمین سیارک کشف شده‌است که در ۲۲ دسامبر ۱۹۱۰ و در هایدلبرگ کشف شد.
قدر مطلق سیارک برابر ۱۲٫۲۰ است.